# Sein Bataillon

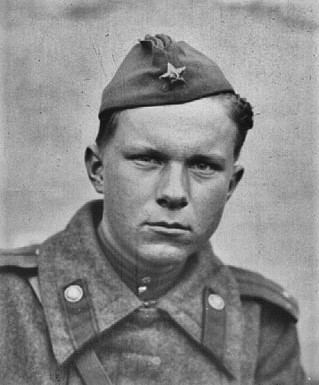
Wassil Bykau im Jahr 1944

Sein Bataillon (belarussisch Яго батальён Jaho bataljon, russisch Его батальон Jewo bataljon) ist eine Novelle des belarussischen Schriftstellers Wassil Bykau, die 1975 im Dezemberheft der Literaturzeitschrift Maladosz in Minsk erschien. Der Autor übertrug den Text 1976 ins Russische. Im selben Jahr wurde die Novelle im Heft 22 der zweimal im Monat in Moskau erscheinenden Roman-Zeitung abgedruckt. Ebenfalls 1976 brachte der Moskauer Verlag Molodaja gwardija die Geschichte über einen Tag im Kampf des „Helden der Sowjetunion, Kommandeur des 294. Schützenregiments Major Mikalaj Iwanawitsch Waloschun, gefallen am 24. März 1945, bestattet in einem Massengrab 350 Meter nordwestlich der Ortschaft Steindorf (Ostpreußen)“ in Buchform heraus.
Alexander Karpow verfilmte Sein Bataillon 1989 mit Witali Sikora in der Hauptrolle.

## Handlung
Um die 17 °C Kälte an einem Märztag an der Ostfront. Die Schlacht von Stalingrad ist Geschichte, doch die Deutschen stehen noch im Lande. Hauptmann Waloschun, Sohn eines Buchhalters aus Witebsk, seit sieben Monaten Kommandeur eines Schützenbataillons – vormals Kompaniechef in demselben Bataillon – bekommt Besuch vom General persönlich. Der Hauptmann soll mit seinen Infanteristen im Handstreich eine von den Deutschen besetzte Anhöhe stürmen. Waloschun sieht sich angesichts der fünfhundert Meter entfernten ausgebauten Stellungen und des vermutlich gut organisierten Feuersystems der Deutschen zu dem befohlenen Angriff außerstande – zumal da mehr als die Hälfte seiner Untergebenen bei vorangegangenen Kämpfen gefallen sind beziehungsweise verwundet wurden. Obendrein fehlt dem zugeteilten Artillerieregiment die Munition.
Weiterer Widerspruch ist zwecklos. Das auf Kompaniestärke geschrumpfte Bataillon wird personell aufgefüllt. Die Neuen aus Mittelasien sprechen kein Wort Russisch. Artilleriemunition wird nicht geliefert. Weder Pioniere noch Panzer sind verfügbar.
Befehl ist Befehl. Von der durch Regimentskommandeur Major Hunko telefonisch angekündigten Auszeichnung Waloschons mit dem Rotbannerorden ist keine Rede mehr. Der Hauptmann muss angreifen und instruiert seine Kämpfer: „Prägt euch das Gesetz der Infanterie ein: blitzartig an den Gegner ranarbeiten und ihn ausschalten!“ Die Verluste sind beträchtlich. Damit das Bataillon nicht aufgerieben wird, befiehlt Waloschun den Rückzug. Sein Vorgesetzter, der „nörgelnde, gallige“ Major Hunko, fordert die sofortige Wiederholung des Angriffs. Weil sich der Hauptmann wegen Munitionsmangels weigert, ersetzt ihn der Major durch den ihm ergebenen Leutnant Markin, vormals Stabschef im Bataillon. Markin, ein Sonderling, der stets ernst bleibt, macht sich ohne Zögern an die Ausführung von Hunkos Befehl. Waloschun, kaltgestellt, muss vom Unterstand aus mitansehen, wie sich seine Kompanien hinauf zur Anhöhe quälen. Schließlich hält er die Untätigkeit nicht länger aus und nimmt am Hang die Stelle eines gefallenen Schützen an einem noch intakten MG ein. Zuvor hält er vier flüchtende Schützen auf und formiert die kleine Fünfergruppe zum Angriff. Die Angreifer werfen zusammen mit einer Kompanie des Bataillons auf der Anhöhe die Deutschen aus ihrem Graben; gewinnen den Grabenkampf.
Der Divisionskommandeur hat Major Hunko abgesetzt. Waloschun, der sich gleichsam als Schütze am MG und im Graben bewährt hat, weiß nicht, ob er sein Bataillon wieder kommandieren darf.

## Major Kaskow
Wie in anderen Bykauschen Geschichten gehören unfassbares menschliches Leid und das Sterben zum Kriegsalltag. Dafür aus der Erzählung drei Beispiele:
Markins bei Nelidowo eingekesseltes Regiment der 39. Armee wurde aufgerieben. Mit nur elf Mann konnte er ausbrechen. Zuvor hatte sich der Regimentskommissar erschossen und der Kommandeur war dem Typhus erlegen.
Auf Befehl Waloschuns soll sich die schwangere Sanitätsinstrukteurin Untersergeant Werazennikawa noch vor dem Angriff in die Etappe zurückziehen. Die Sanitäterin widersetzt sich dem Befehl und geht mit Kompaniechef Leutnant Samochin, dem werdenden Vater, in den Kampf. Das Frontehepaar ohne Trauschein samt Ungeborenem kommen darin um. Samochin war eher als seine Frau gefallen. Sie hatte darauf die Führung seiner siebten Kompanie übernommen und hatte flüchtende Soldaten aufgehalten.
Jene Schützen, die das Kommando zum Angriff als erste befolgen, fallen. Während des ersten der beiden Angriffe trifft Waloschun unmittelbar nach einer Detonationsserie auf einen seiner gefallenen Kämpfer. Aus dessen klaffender Kopfwunde quillt die Gehirnmasse. Wassil Bykau schreibt: „… graue Spritzer bedeckten den Kragen und die Schultern mit den neuen, akkurat aufgenähten Schulterstücken.“
In dem Kontext solcher Ungeheuerlichkeiten im Kriege erscheint in dieser Erzählung eine geradezu komödiantische Einlage beim ersten Hinsehen fehl am Platze: Drei Kontrolleure aus dem Regiments- und Divisionsstab betreten Waloschuns Unterstand – darunter Divisionstierarzt Major Kaskow. Letzterer bringt den Hauptmann in Rage, als er sich in pedantischem Diensteifer bei der Infanterie nach dem Pferdebestand erkundigt. Waloschun flüchtet vor den drei ranghöheren Offizieren zu seinen Leuten in die Schützenlöcher, wird aber den hartnäckigen Veterinär, der die Ohrenklappen der Mütze am Kinn zusammengebunden hat, während des gesamten ersten Angriffs auf die Anhöhe nicht los. Das Ungeschick des Majors Kaskow kann zu Waloschuns Ärger von keinem der Angreifer aus der die beiden Offiziere umgebenden Schützenkette übertroffen werden. Zum Beispiel verstopft Kaskow den Lauf seines Revolvers beim Herankriechen an den Feind bergan und muss die Erde aus dem Lauf pulen.
Jedenfalls verteidigt  Major Kaskow nach dem abgebrochenen ersten Angriff vor Major Hunko die Rückzugsentscheidung Hauptmann Waloschuns und will in der Division zu Hunkos Verhalten Meldung machen. Somit wird die Absetzung Hunkos zusätzlich plausibilisiert.

## Deutschsprachige Ausgaben
- Sein Bataillon. Aus dem Russischen von Günter Löffler. S. 109–313 in Wassil Bykau: Der Obelisk. Sein Bataillon. Novellen. Verlag Volk und Welt. Berlin 1980 (1. Aufl.)